# Voldemaras Novickis
Voldemaras Novickis (Kaunas, 1956. február 22. – 2022. január 31.) olimpiai és világbajnok szovjet válogatott litván kézilabdázó, edző.

## Pályafutása
A Žalgiris Kaunas csapatában kezdte a kézilabdázást, majd 1988-ig a Granitas Kaunas játékosa volt. Az 1986–87-es idényben tagja volt EHF-kupa-győztes együttesnek. 1988–89-ben a spanyol BM Málaga, 1989-90-ben a nyugatnémet VfL Bad Schwartau csapatában szerepelt. 1990 és 1993 között ismét a Granitas kézilabdázója volt.
A szovjet válogatott tagjaként ezüstérmet szerzett az 1980-as moszkvai olimpián, olimpiai bajnok lett az 1988-as szöuli játékokon. Tagja volt az 1982-es NSZK-beli világbajnokságon aranyérmes csapatnak.
Visszavonulása után volt klubja a Granitas vezetőedzője lett és a litván válogatott szövetségi kapitánya is. A válogatottnál 2000-ig, a Granitasnál 2018-ig tevékenykedett.

## Sikerei, díjai
- Olimpiai játékok
  - aranyérmes: 1988, Szöul
  - ezüstérmes: 1980, Moszkva
- Világbajnokság
  - aranyérmes: 1982, NSZK
- EHF-kupa
  - győztes: 1986–87
  - döntős: 1987–88